# HDMI
HDMI je skraćenica engleske složenice High-Definition Multimedia Interface (Multimedijalni međusklop visoke definicije), odnosno kompaktni međusklop preko kojeg se prenose kombinirani zvučni/video podaci u nekomprimiranom obliku. HDMI je digitalna alternativa za analogne video/audio standarde kao što su: koaksijalni kabel, kompozitni video, S-Video, SCART, komponentni video, D-Terminal, te VGA.

## Specifikacije
| 1  | TMDS data 2+                      | Crvena boja (digitalna) (+)       |
| 2  | TMDS data 2 Shield                | Uzemljenje TMDS podatkovna linija |
| 3  | TMDS Data 2-                      | Crvena boja (digitalna) (-)       |
| 4  | TMDS Data 1+                      | Zelena boja (digitalna) (+)       |
| 5  | TMDS Data 1 Shield                | Uzemljenje TMDS podatkovna linija |
| 6  | TMDS Data 1-                      | Zelena boja (digitalna) (-)       |
| 7  | TMDS Data 0+                      | Plava boja (digitalna) (+)        |
| 8  | TMDS Data Shield                  | Uzemljenje TMDS podatkovna linija |
| 9  | TMDS Data 0-                      | Plava boja (digitalna) (-)        |
| 10 | TMDS Clock+                       | TMDS sat (+)                      |
| 11 | TMDS Clock Shield                 | TMDS sat uzemljenje               |
| 12 | TMDS Clock-                       | TMDS sat (-)                      |
| 13 | Consumer Electronic Control (CEC) |                                   |
| 14 | Reserved (NC)                     | Rezervirano - nije spojeno        |
| 15 | SCL                               |                                   |
| 16 | SDA                               |                                   |
| 17 | DCC/CEC Ground                    | DCC/CEC uzemljenje                |
| 18 | +5 V Power                        | Napon +5 V                        |
| 19 | Hot plug detect                   | Detekcija živog uključivanja      |

| HDMI inačice                                                    | 1.0–1.2a     | 1.3+         | 1.4          |
| --------------------------------------------------------------- | ------------ | ------------ | ------------ |
| Maksimalni opseg signala (MHz)                                  | 165          | 340          | 340          |
| Maksimalni opseg TMDS signala (Gbit/s)                          | 4.95         | 10.2         | 10.2         |
| Maksimalni opseg video signala (Gbit/s)                         | 3.96         | 8.16         | 8.16         |
| Maksimalini opseg audio signala (Mbit/s)                        | 36.86        | 36.86        | 36.86        |
| Maksimalna dubina boje (bit/px)                                 | 24           | 48[A]        | 48           |
| Maksimalna rezolucija preko jednostruke linije pri 24-bit/px[B] | 1920×1200p60 | 2560×1600p75 | 4096x2160p24 |
| Maksimalna rezolucija preko jednostruke linije pri 30-bit/px[C] | -            | 2560×1600p60 | 4096x2160p24 |
| Maksimalna rezolucija preko jednostruke linije pri 36-bit/px[D] | -            | 1920×1200p75 | 4096x2160p24 |
| Maksimalna rezolucija preko jednostruke linije pri 48-bit/px[E] | -            | 1920×1200p60 | 1920×1200p60 |

| HDMI inačice                                       | 1.0 | 1.1 | 1.2 1.2a | 1.3 | 1.3a 1.3b 1.3b1 1.3c | 1.4 |
| -------------------------------------------------- | --- | --- | -------- | --- | -------------------- | --- |
| sRGB                                               | Da  | Da  | Da       | Da  | Da                   | Da  |
| YCbCr                                              | Da  | Da  | Da       | Da  | Da                   | Da  |
| 8 kanalni LPCM/192 kHz/24-bit audio sposobnost     | Da  | Da  | Da       | Da  | Da                   | Da  |
| Blu-ray Disc video i audio pri punoj rezoluciji[F] | Da  | Da  | Da       | Da  | Da                   | Da  |
| Consumer Electronic Control (CEC)[G]               | Da  | Da  | Da       | Da  | Da                   | Da  |
| Podrška za DVD Audio                               | Ne  | Da  | Da       | Da  | Da                   | Da  |
| Podrška za Super Audio CD (DSD)[H]                 | Ne  | Ne  | Da       | Da  | Da                   | Da  |
| Deep Color                                         | Ne  | Ne  | Ne       | Da  | Da                   | Da  |
| xvYCC                                              | Ne  | Ne  | Ne       | Da  | Da                   | Da  |
| Auto lip-sync                                      | Ne  | Ne  | Ne       | Da  | Da                   | Da  |
| Dolby TrueHD bitstream sposoban                    | Ne  | Ne  | Ne       | Da  | Da                   | Da  |
| DTS-HD Master Audio bitstream sposoban             | Ne  | Ne  | Ne       | Da  | Da                   | Da  |
| Updated list of CEC commands[I]                    | Ne  | Ne  | Ne       | Ne  | Ne                   | Ne  |
| Ethernet kanal                                     | Ne  | Ne  | Ne       | Ne  | Ne                   | Da  |
| Povratni audio kanal                               | Ne  | Ne  | Ne       | Ne  | Ne                   | Da  |
| 3D preko HDMI                                      | Ne  | Ne  | Ne       | Ne  | Ne                   | Da  |
| Podrška za rezoluciju 4K x 2K                      | Ne  | Ne  | Ne       | Ne  | Ne                   | Da  |

A   36-bit podrška je osnovna za Deep Colour (duboku boju) kompatibilne CE uređaje, dok je podrška s 48-bita izborna
B  Maksimalna rezoluucija zasnovana na CVB-RT, koja je VESA standard za zaslone bez cijevi. Korištenjem CVT-RB 1920×1200 opseg video signala je 3.69 Gbit/s, i 2560×1600 opseg video signala je 8.12 Gbit/s.
C  Using CVT-RB would have a video bandwidth of 8.12 Gbit/s.
D  Using CVT-RB would have a video bandwidth of 7.91 Gbit/s.
E  Using CVT-RB would have a video bandwidth of 7.39 Gbit/s.
F  Even for a compressed audio codec that a given HDMI version cannot transport, the source device may be able to decode the audio codec and transmit the audio as uncompressed LPCM.
G  CEC has been in the HDMI specification since version 1.0, but only began to be used in CE products with HDMI version 1.3a.
H  Playback of SACD may be possible for older HDMI versions if the source device (such as the Oppo 970) converts to LPCM.
I  Large number of additions and clarifications for CEC commands. One addition is CEC command, allowing for volume control of an AV receiver.}}